# Tracy Seretean
Tracy Seretean ist eine US-amerikanische Filmemacherin, deren Werk Big Mama aus dem Jahr 2000 den Oscar als „Bester Dokumentar-Kurzfilm“, den „Crystal Heart Award“ des Heartland Film Festival und den „Golden Gate Award“ des San Francisco International Film Festival gewann.

## Werke
- 2000: Big Mama
- 2006: The Third Monday in October